# Dłużec (Isergebirge)
Der Dłużec (deutsch: Langeberg oder Langerberg) ist ein 867 m hoher Berg im schlesischen Teil des Isergebirges in Polen. Der Dłużec liegt im Zacken Kamm in der Gemeinde Mirsk.

## Beschreibung
Der Gipfel ist vollständig mit Nadelwald bewachsen. Der Berg besteht aus Graniten und Gneisen sowie Quarzen. Über den Gipfel führt ein blau markierter Wanderweg von Świeradów-Zdrój nach Rybnica.